# Lee E. Geyer

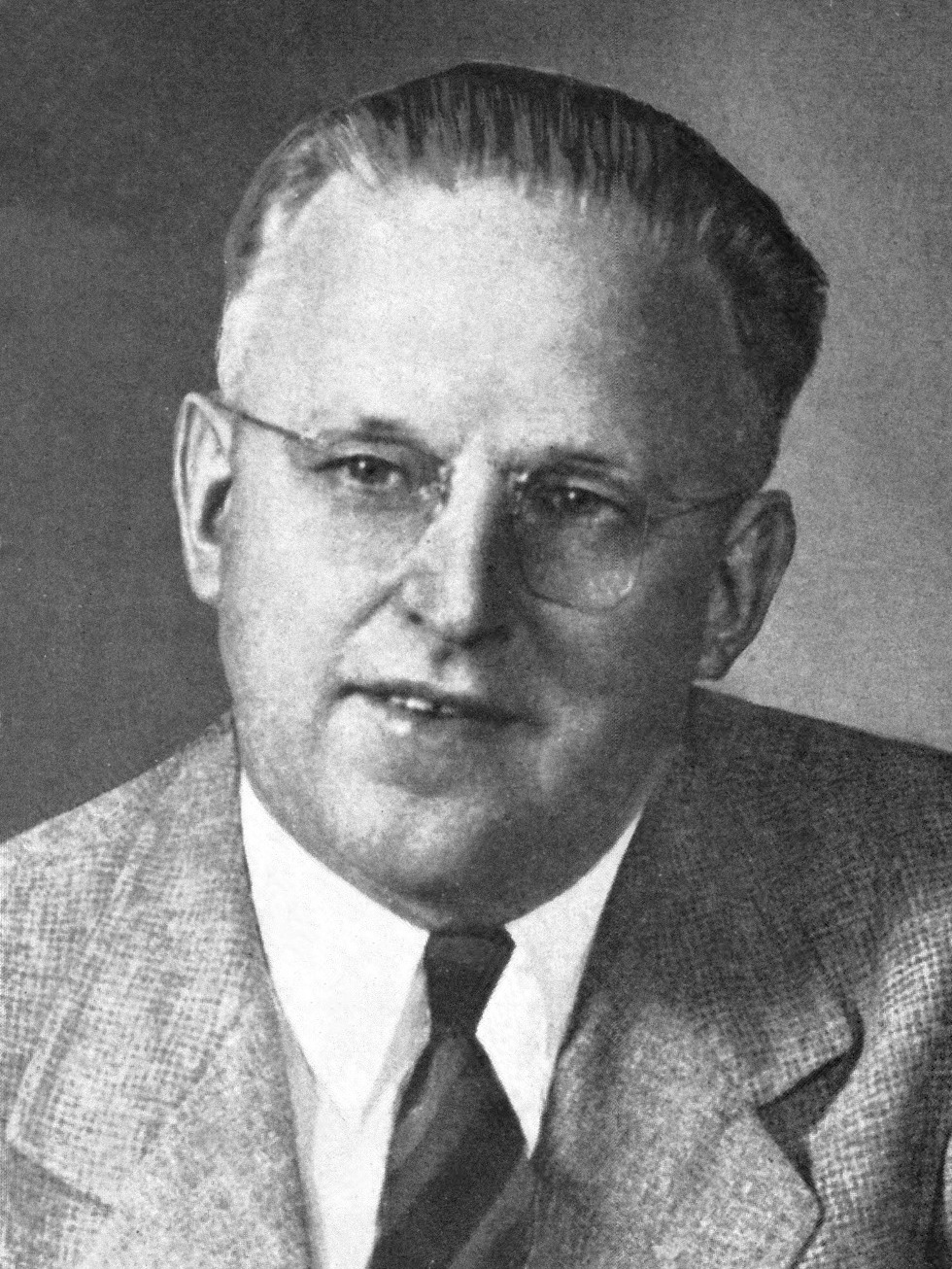
Lee E. Geyer

Lee Edward Geyer (* 9. September 1888 in Wetmore, Nemaha County, Kansas; † 11. Oktober 1941 in Washington, D.C.) war ein US-amerikanischer Politiker. Von 1939 bis 1941 vertrat er den Bundesstaat Kalifornien im US-Repräsentantenhaus.

## Werdegang
Lee Geyer besuchte die öffentlichen Schulen seiner Heimat. Ab 1908 war er Lehrer an verschiedenen Schulen im Nemaha County. Während des Ersten Weltkrieges diente er als Soldat der US Army in einem Ausbildungslager für Offiziere. Danach arbeitete er von 1919 bis 1938 in den Staaten Kansas, Arizona und Kalifornien als Lehrer. Nebenher setzte er seine eigene Ausbildung fort. So absolvierte er 1922 die Baker University in Baldwin City. Außerdem belegte er Studiengänge an der University of Wisconsin–Madison und der University of Southern California in Los Angeles. Politisch schloss er sich der Demokratischen Partei an, und von 1934 bis 1936 saß er als deren Abgeordneter in der California State Assembly.
Bei den Kongresswahlen des Jahres 1938 wurde Geyer im 17. Wahlbezirk von Kalifornien in das US-Repräsentantenhaus in Washington gewählt, wo er am 3. Januar 1939 die Nachfolge des verstorbenen Charles J. Colden antrat. Nach einer Wiederwahl konnte er bis zu seinem Tod am 11. Oktober 1941 im Kongress verbleiben, wo damals die letzten New-Deal-Gesetze der Bundesregierung unter Präsident Franklin D. Roosevelt verabschiedet wurden. Im Juli 1940 war Geyer Delegierter zur Democratic National Convention in Chicago, auf der Roosevelt für eine dritte Amtszeit nominiert wurde.